# Željko Šašić
Željko Šašić (* 31. Oktober 1969 in Belgrad, SFR Jugoslawien) ist ein serbischer Turbofolk-Sänger. Seine beliebtesten Lieder sind Crna ženo, Mali je ovo grad, Gori more und Paklena noć aus dem Jahr 2015.

## Leben und Karriere
Šašić wurde in der damals jugoslawischen Hauptstadt Belgrad geboren, wo er noch heute lebt und arbeitet. Noch während seines Schulabschlusses gründete er seine erste Band. Da er eine professionelle Karriere anstrebte, gab er des Öfteren Auftritte in Nachtclubs serbischer Großstädte. 
1992 gelang ihm beim serbischen Festival "MESAM" mit dem Lied "Gori more" ein Durchbruch. Das Lied machte ihn über Nacht zum Star, sodass er daraufhin mehrere professionelle Studioalben veröffentlichte, die kommerzielle Erfolge wurden. Songs wie "Gori More" oder "Mali je ovo grad" genießen heute noch einen hohen Beliebtheitsgrad in den Staaten des ehemaligen Jugoslawien. Das 2015 erschienene Lied "Paklena Noc", mit dem er beim alljährlich stattfindenden Pink Music Festival antrat, ist ebenfalls sehr beliebt beim jugoslawischen Publikum. Im Laufe seiner Karriere nahm er Duette mit balkanischen Musikgrößen wie Dragana Mirković und Svetlana Ražnatović auf.
Željko Šašić nahm Ende 2013 am serbischen Ableger von Your face sounds familiar, einer Realityshow, teil und erreichte den 7. Platz.

## Privates
Šašić ist seit Jahren mit dem 17 Jahre jüngeren Model Katarina Lazić zusammen, welche unter anderem im Playboy zu sehen war.

## Diskografie

### Alben
- 1994: Gori more
- 1995: Na istoj talasnoj dužini
- 1996: Dve rane
- 1997: Ona je priča života moga
- 1999: Zaboravi me
- 2000: Neko drugi
- 2003: 007
- 2012: Još Kunem Se U Nas

### Kompilationen
- 2001: The Best Of

### Singles (Auswahl)
- 1994: Gori more
- 1994: Crna Zeno
- 1994: K'o na grani jabuka (mit Ceca)
- 1995: Ti Lutko Moja
- 1996: Oči pune tuge (mit Dragana Mirković)
- 1996: Metak
- 1997: Ona je priča života moga
- 2003: Meni Dobra Si
- 2009: Mali je ovo grad